# Tyler Mitchem
Tyler Joseph Mitchem (Bolingbrook, 24 de maio de 1998) é um jogador de voleibol norte-americano que atua na posição de central.

## Carreira

### Clube
A carreira de Mitchem começou em torneios escolares em Illinois, jogando pelo Bolingbrook High School, enquanto no nível juvenil fez parte da equipe do Sports Performance por dois anos. Depois de se formar, ingressou na equipe universitária da Lewis University, na NCAA Division I até 2022.
Na temporada 2022-23 o central assinou o seu primeiro contrato profissional para atuar pelo Plessis Robinson Volley Ball no campeonato francês.

### Seleção
Mitchem integrou a seleção norte-americana que competiu a Universíada de Verão de 2019, terminando na 16ª colocação. Em 2021 foi convocado para competir o Campeonato NORCECA, terminando na 5ª colocação; no mesmo ano conquistou a medalha de bronze na Copa Pan-Americana, sediado na República Dominicana. 
Em 2022, foi vice-campeão da Liga das Nações após derrota para a seleção francesa.

## Clubes
| Anos  | Clube                        |
| ----- | ---------------------------- |
| 2022– | Plessis Robinson Volley Ball |